# Louie Nelson
Louis Nelson, detto Louie (Los Angeles, 28 maggio 1951), è un ex cestista statunitense, professionista nella NBA.

## Carriera
Venne selezionato dai Capital Bullets al secondo giro del Draft NBA 1973 (19ª scelta assoluta).

## Palmarès
- All-WBA Third Team (1979)